# (464058) 2014 WU232
(464058) 2014 WU232 es un asteroide perteneciente al cinturón de asteroides, descubierto el 10 de noviembre de 2010 por el equipo Spacewatch desde el Observatorio Nacional de Kitt Peak (Arizona, Estados Unidos).